# Mary Pope Osborne

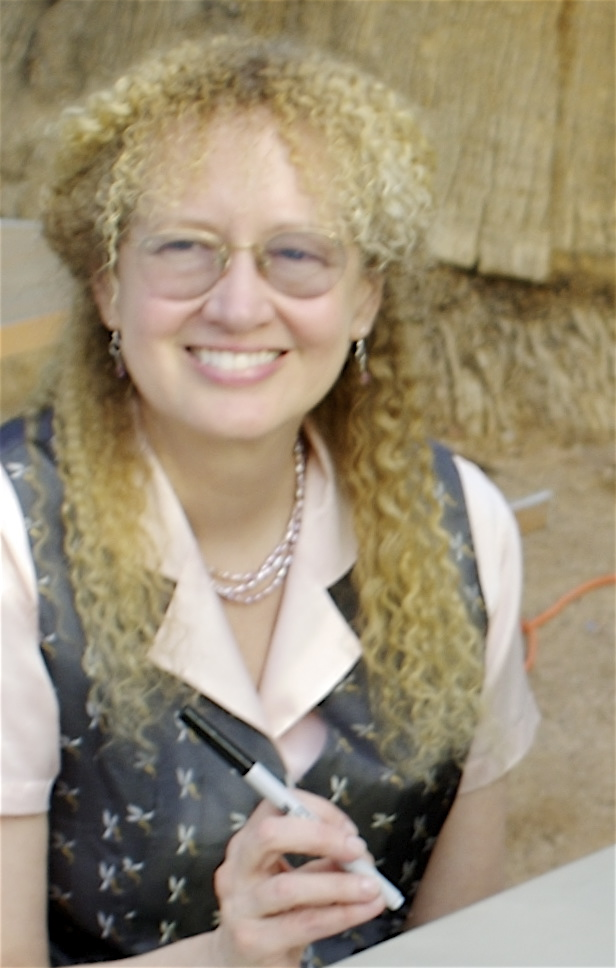
Mary Pope Osborne (März 2007)

Mary Pope Osborne (* 20. Mai 1949 in Fort Sill, Oklahoma) ist eine US-amerikanische Kinderbuchautorin und Hörbuchsprecherin. Bis zum Jahr 2009 wurden in Deutschland 4,2 Millionen, weltweit 40 Millionen Bücher von Mary Pope Osborne verkauft. Sie lebt mit ihrem Mann Will, einem Schauspieler und Theaterdirektor, und ihren Hunden in Connecticut.

## Leben

### Kindheit
Aufgewachsen ist sie in einer Militärfamilie. Aufgrund der häufigen Versetzungen ihres Vaters, Colonel William Pope, mussten sie und ihre Familie oft von einer Region in eine andere ziehen. Als sie fünf Jahre alt war, zog sie mit ihrer Familie nach Virginia. Mit 15 Jahren hatte sie schon in Oklahoma, Österreich, Florida, Virginia und North Carolina gelebt. Sie hat einen Zwillingsbruder, einen jüngeren Bruder und eine ältere Schwester.
Durch ihr enges Verhältnis zu ihrer Familie waren die Umzüge für sie nie traumatisch. Als sich ihr Vater in einer kleinen Stadt in North Carolina zur Ruhe setzte, sehnte sie sich nach Abenteuern und den wechselnden Landschaften ihres früheren Lebens. Nachdem sie auf das Gemeindetheater ihrer Stadt aufmerksam geworden war, verbrachte sie dort einen Großteil ihrer Freizeit. Sie war Schauspielerin und Mitarbeiterin hinter der Bühne. Nach Osborne habe es sich so angefühlt, als sei in diesem Theater alles möglich gewesen.

### Studium und Leben danach
Sie besuchte die University of North Carolina in Chapel Hill, wo sie anfangs Schauspiel studierte, bis sie ihre Liebe für Mythologie, Religion, Kultur und Glauben aus aller Welt entdeckte.
In den 1970er Jahren reiste sie durch 16 asiatische Länder, bis sie in Kathmandu eine Blutvergiftung erlitt. Bei einem Erdbeben in Afghanistan und bei einem Aufstand in Kabul ist sie fast gestorben. Bis heute verbindet sie die Reise in den Osten mit Frodos Abenteuern. Nach ihrer College-Erfahrung zog sie nach New York City. Nach dem Besuch der Premiere des Musicals Jesse James verliebte sie sich in Will Osborne, der die Titelrolle spielte. Ein Jahr später heirateten sie in New York.
Im Laufe ihres Lebens arbeitete sie als Schaufensterdekorateurin und medizinische Assistentin in Kalifornien, Reiseberaterin in Washington D.C., Kellnerin in Greenwich Village, Schauspieltrainerin in der Bronx, Barkeeperin in Broadway-Theatern und Redaktionsassistentin für eine Kinderzeitschrift. Nach ihren umfangreichen Arbeitserfahrungen sagte sie: „Finally I knew what I wanted to be when I grew up.“6 Sie habe demnach nach ihren zahlreichen Arbeitserfahrungen endlich gewusst, was sie werden möchte, wenn sie erwachsen ist.

## Erfolge als Autorin
Osbornes erstes Buch Run, Run as Fast as You Can wurde 1982 veröffentlicht. Auf diesen Roman für Jugendliche und junge Erwachsene folgten Bücher verschiedener Gattungen, darunter Bilderbücher, Romane, Nacherzählungen griechischer und nordischer Mythologie und Mittelaltergeschichten. Von 1993 bis 1997 war Osborne Präsidentin der Authors Guild. Große internationale Bekanntheit erlangte Osborne mit ihrem bevorzugten Genre, Kinderbüchern. Der erfolgreichster Teil ihres Werkes ist die Buchserie Das magische Baumhaus, die in den USA und in Deutschland zu den beliebtesten Kinderbuchreihen zählt. In deutscher Übersetzung sind bislang 58 Titel erschienen. Insgesamt erschien die Buchreihe in 32 Ländern Europas, Asiens und Amerikas.

## Das magische Baumhaus
Die Idee zum magischen Baumhaus hatte Osborne in den 1990er Jahren, als sie bei einem Spaziergang im Wald ein verfallenes Baumhaus sah. Aufgrund dieser Anregung schrieb sie den ersten Band der Reihe, in dem die Geschwister Anne und Philipp ein Baumhaus voller Bücher entdecken, das der Zauberin Morgan gehört. Mit dem Baumhaus können sie zu allen Orten reisen, die in den Büchern gezeigt werden. 2011 erschien ein Animefilm, der auf den Büchern basiert.
- Band 1: Im Tal der Dinosaurier. ISBN 978-3-7855-3591-2. (Bände 1–4 sind im Jahr 2000 erschienen)
- Band 2: Der geheimnisvolle Ritter. ISBN 3-7855-3592-9.
- Band 3: Das Geheimnis der Mumie. ISBN 3-7855-3753-0.
- Band 4: Der Schatz der Piraten. ISBN 3-7855-3754-9.
- Band 5: Im Land der Samurai. ISBN 978-3-7855-3798-5. (Bände 5–8 sind im Jahr 2001 erschienen)
- Band 6: Gefahr am Amazonas. ISBN 978-3-7855-3799-2.
- Band 7: Im Reich der Mammuts. ISBN 978-3-7855-4005-3.
- Band 8: Abenteuer auf dem Mond. ISBN 978-3-7855-4007-7.
- Band 9: Der Ruf der Delfine. ISBN 978-3-7855-4185-2. (Bände 9–14 sind im Jahr 2002 erschienen)
- Band 10: Das Rätsel der Geisterstadt. ISBN 978-3-7855-4186-9.
- Band 11: Im Tal der Löwen. ISBN 978-3-7855-4187-6.
- Band 12: Auf den Spuren der Eisbären. ISBN 978-3-7855-4188-3.
- Band 13: Im Schatten des Vulkans. ISBN 978-3-7855-4393-1.
- Band 14: Im Land der Drachen. ISBN 978-3-7855-4394-8.
- Band 15: Insel der Wikinger. ISBN 978-3-7855-4620-8. (Bände 15–18 sind im Jahr 2003 erschienen)
- Band 16: Auf der Fährte der Indianer. ISBN 978-3-7855-4623-9.
- Band 17: Im Reich des Tigers. ISBN 978-3-7855-4795-3.
- Band 18: Rettung in der Wildnis. ISBN 978-3-7855-4798-4.
- Band 19: Abenteuer in Olympia. ISBN 978-3-7855-4973-5. (Bände 19–22 sind im Jahr 2004 erschienen)
- Band 20: Im Auge des Wirbelsturms. ISBN 978-3-7855-4974-2.
- Band 21: Gefahr in der Feuerstadt. ISBN 978-3-7855-5171-4.
- Band 22: Verschollen auf hoher See. ISBN 978-3-7855-5172-1.
- Band 23: Das Geheimnis des alten Theaters. ISBN 978-3-7855-5338-1. (Bände 23–26 sind im Jahr 2005 erschienen)
- Band 24: Den Gorillas auf der Spur. ISBN 978-3-7855-5339-8.
- Band 25: Im Land der ersten Siedler. ISBN 978-3-7855-5535-4.
- Band 26: Abenteuer in der Südsee. ISBN 978-3-7855-5536-1.
- Band 27: Im Auftrag des Roten Ritters. ISBN 978-3-7855-5694-8. (Bände 27–30 sind im Jahr 2006 erschienen)
- Band 28: Das verzauberte Spukschloss. ISBN 978-3-7855-5693-1.
- Band 29: Das mächtige Zauberschwert. ISBN 978-3-7855-5695-5.
- Band 30: Im Bann des Eiszauberers. ISBN 978-3-7855-5696-2.
- Band 31: Sturmflut vor Venedig. ISBN 978-3-7855-4803-5. (Bände 31–34 sind im Jahr 2007 erschienen)
- Band 32: Der gestohlene Wüstenschatz. ISBN 978-3-7855-4809-7.
- Band 33: Geheimauftrag in Paris. ISBN 978-3-7855-5974-1.
- Band 34: Das verwunschene Einhorn. ISBN 978-3-7855-5975-8.
- Band 35: Angriff des Wolkendrachen. ISBN 978-3-7855-6204-8. (Bände 35+36 sind im Jahr 2008 erschienen)
- Band 36: Der geheime Flug des Leonardo. ISBN 978-3-7855-6301-4.
- Band 37: Das Ungeheuer vom Meeresgrund. ISBN 978-3-7855-6322-9. (Bände 37+38 sind im Jahr 2009 erschienen)
- Band 38: Das verborgene Reich der Pinguine. ISBN 978-3-7855-6323-6.
- Band 39: Die geheime Macht der Zauberflöte. ISBN 978-3-7855-6875-0. (Bände 39+40 sind im Jahr 2010 erschienen)
- Band 40: Piratenspuk am Mississippi. ISBN 978-3-7855-7080-7.
- Band 41: Gefangen im Elfenwald. ISBN 978-3-7855-7093-7. (Bände 41+42 sind im Jahr 2011 erschienen)
- Band 42: Geister in der Nebelnacht. ISBN 978-3-7855-7116-3.
- Band 43: Das Gift der Königskobra. ISBN 978-3-7855-7065-4. (Bände 43+44 sind im Jahr 2012 erschienen)
- Band 44: Lawinenhunde im Schneesturm. ISBN 978-3-7855-7416-4.
- Band 45: Die Feder der Macht. ISBN 978-3-7855-7662-5. (Bände 45+46 sind im Jahr 2013 erschienen)
- Band 46: Pandas in großer Gefahr. ISBN 978-3-7855-7683-0.
- Band 47: Im Bann des schwarzen Hengstes. ISBN 978-3-7855-7891-9. (Bände 47+48 sind im Jahr 2014 erschienen)
- Band 48: Das Geheimnis des Zauberkünstlers. ISBN 978-3-7855-7892-6.
- Band 49: Abenteuer im Tal der Könige. ISBN 978-3-7855-7893-3. (Bände 49+50 sind im Jahr 2015 erschienen)
- Band 50: Das beste Fußballspiel aller Zeiten. ISBN 978-3-7855-8193-3.
- Band 51: Der König der Mayas ISBN 978-3-7855-8295-4. (Bände 51+52 sind im Jahr 2016 erschienen)
- Band 52: Wettlauf der Schlittenhunde ISBN 978-3-7855-8506-1.
- Band 53: Das Tor zur Dracheninsel ISBN 978-3-7855-8801-7. (2017)
- Band 54: Das große Spiel ISBN 978-3-7432-0209-2. (2018)
- Band 55: Helden im Hurrikan ISBN 978-3-7432-0559-8. (2019)
- Band 56: Der römische Spion ISBN 978-3-7432-0564-2. (2020)
- Band 57: Narwal in großer Gefahr ISBN 978-3-7432-0795-0 (2020)
- Band 58: Das verborgene Reich der Inka ISBN 978-3-7432-0985-5 (2021)
- Band 59: Rettungsmission im Naturpark ISBN 978-3-7432-1216-9 (2021)
- Band 60: Die Spur des Schneeleoparden ISBN 978-3-7432-1522-1 (2022)
- Band 61: Das Geheimnis der Nashörner ISBN 978-3-7432-1662-4 (2023)
- Band 62: Notfall auf der Schildkröteninsel ISBN 978-3-7432-1971-7 (2024)

### Zusammenhänge
Die Bücher des magischen Baumhauses sind inhaltlich Fortsetzungsbücher mit verschiedenen Missionen.
Zusammenhänge:
Bände 1–4, Bände 5–8, Bände 9–12, Bände 13–15 sowie 19, welches an Band 15 anknüpft, Bände 16–18, Bände 20+21, Bände 23–26, Bände 27–30, Bände 31–34, Bände 35–38, Bände 39–42, Bände 43–46 und Bände 47–50.
Band 22 ist ein Einzelband.

### Vorleseband
Die ersten acht Bände der Reihe gekürzt zum Vorlesen:
- Flieg mit ins Abenteuerland. ISBN 978-3-7855-7155-2.

### Sammelbände und Doppelbände
- Sammelband: Abenteuer mit dem magischen Baumhaus. (Band 1–4) ISBN 978-3-7855-6558-2. (Im Jahr 2008 erschienen!)
- Sammelband: Mit dem magischen Baumhaus um die Welt. (Band 5–8) ISBN 978-3-7855-6493-6. (Band 5–8, Band 9–12, Band 13–15+19 und Band 16–18+22 sind im Jahr 2012 erschienen!)
- Sammelband: Auf Expedition mit dem magischen Baumhaus. (Band 9–12) ISBN 978-3-7855-6406-6.
- Sammelband: Geheimnisvolle Reise mit dem magischen Baumhaus. (Band 13–15+19) ISBN 978-3-7855-6803-3.
- Sammelband: Im Reich der unendlichen Gefahren. (Band 16–18+22) ISBN 978-3-7855-7591-8.
- Doppelband: Das magische Baumhaus im Auge des Wirbelsturms und Gefahr in der Feuerstadt. (Band 20+21, im Jahr 2007 erschienen!)
- Sammelband: Im Dschungel der Abenteuer. (Band 23–26) ISBN 978-3-7855-7849-0. (Im Jahr 2013 erschienen!)
- Sammelband: Die geheimnisvolle Welt von Merlin. (Band 27–30) ISBN 978-3-7855-7081-4. (Im Jahr 2010 erschienen!)
- Sammelband: Zauberreise in verwunschene Welten. (Band 31–34) ISBN 978-3-7855-7115-6. (Im Jahr 2011 erschienen!)
- Doppelband: Das magische Baumhaus, Die Macht der Magie. (Band 31+32) ISBN 978-3-7432-0214-6. (Im Jahr 2007 erschienen!)
- Sammelband: Expedition durch Feuer und Eis. (Band 35–38, im Jahr 2014 erschienen!)
- Sammelband: Fantastische Reise durch die Zeit. (Band 39–42) (Im Jahr 2017 erschienen.)
- Sammelband: Abenteuerliche Mission ins Reich der Tiere (Band 43–46) (Im Jahr 2018 erschienen.)

Ab Band 47 gibt es noch keine Sammelbände.

### Forscherhandbücher
- Forscherhandbuch Dinosaurier (Band 1, Mary Pope Osborne, Will Osborne) ISBN 978-3-7855-4509-6
- Forscherhandbuch Ritter (Band 2, Mary Pope Osborne, Will Osborne) ISBN 978-3-7855-4508-9
- Forscherhandbuch Mumien (Band 3, Mary Pope Osborne, Will Osborne) ISBN 978-3-7855-6672-5
- Forscherhandbuch Piraten (Band 4, Mary Pope Osborne, Will Osborne) ISBN 978-3-7855-5791-4
- Forscherhandbuch Eiszeit (Band 7, Mary Pope Osborne, Natalie Pope Boyce) ISBN 978-3-7855-5794-5
- Forscherhandbuch Eisbären (Band 12, Mary Pope Osborne, Natalie Pope Boyce) ISBN 978-3-7855-6436-3
- Forscherhandbuch Altes Rom (Band 13, Mary Pope Osborne, Natalie Pope Boyce) ISBN 978-3-7855-5691-7
- Forscherhandbuch Wirbelstürme (Band 20, Mary Pope Osborne, Will Osborne) ISBN 978-3-7855-4844-8
- Forscherhandbuch Leonardo da Vinci (Band 36, Mary Pope Osborne, Natalie Pope Boyce) ISBN 978-3-7855-6755-5
- Forscherhandbuch Tiefsee (Band 37, Mary Pope Osborne, Natalie Pope Boyce) ISBN 978-3-7855-6636-7
- Forscherhandbuch Pinguine (Band 38, Mary Pope Osborne, Natalie Pope Boyce) ISBN 978-3-7855-6923-8
- Das große Forscherhandbuch (Mary Pope Osborne, Will Osborne) ISBN 978-3-7855-6699-2

## Hörbücher (Auswahl)
- 2005: Magic Tree House Collection: Books 17-24, Random House UK Ltd, EAN 9780307245267 (Autorenlesung)
- 2011: Magic Tree House Collection: Books 1-8 (Autorenlesung, Listening Library Verlag & Audible)

## Sekundärliteratur
- „Das magische Baumhaus“ im Unterricht (Klassenstufe 3–4): Lehrerhandreichungen zu verschiedenen Titeln der Reihe im Pädagogenportal des Loewe Verlages